# Urceola elastica
Espèce
Classification phylogénétique
Urceola elastica est une espèce de plantes à fleurs de la famille des Apocynaceae. C'est un arbre à caoutchouc des régions tropicales d'Asie du Sud-Est.